# Rose-Marie
Rose-Marie é um filme mudo estadunidense de 1928, do gênero drama romântico, dirigido por Lucien Hubbard, e estrelado por Joan Crawford e James Murray. O roteiro de Hubbard foi baseado na opereta homônima de 1924, de Otto Harbach e Oscar Hammerstein II.
Foi a primeira adaptação cinematográfica da história, e as três versões foram ambientadas no deserto canadense. Partes da trilha sonora original de Rudolf Friml e Herbert Stothart para o musical da Broadway foram utilizadas nos filmes de 1936 e 1954, mas não para a versão muda. A MGM forneceu partituras para acompanhar o filme em sua exibição nos cinemas.
Joan Crawford comentou mais tarde: "Rose-Marie foi surpreendentemente bom sem a música, mas me senti apreensiva fazendo uma franco-canadense, mas os críticos não perceberam".

## Sinopse
Rose-Marie (Joan Crawford), uma bela moça de um posto comercial canadense, se apaixona por Jim Kenyon (James Murray), um caçador fora da lei procurado por assassinato pelo Sargento Terence Malone (House Peters), da Polícia Montada de Northwest. Para salvar Kenyon de ser dedurado por seu pai, Rose-Marie se casa com Étienne Duray (Creighton Hale), um francês rico. Em fuga, Kenyon resgata Rose-Marie e um Étienne gravemente ferido quando sua canoa vira no rio e os leva para uma cabana próxima. Malone chega, ainda no rastro de Kenyon, seguido por Black Bastien (Gibson Gowland), um prisioneiro fugitivo – outro suspeito, que assassinou um homem indígena e um policial da cidade. A situação é resolvida quando Kenyon esfaqueia o malvado Black Bastien para impedi-lo de atacar Rose-Marie, e Étienne morre com uma fratura nas costas, deixando Rose-Marie e Kenyon livres para serem finalmente felizes juntos.

## Elenco
- Joan Crawford como Rose-Marie
- James Murray como Jim Kenyon
- House Peters como Sargento Terence Malone
- Creighton Hale como Étienne Duray
- Gibson Gowland como Black Bastien
- George Cooper como Fuzzy
- Lionel Belmore como Henri Duray
- William Orlamond como Émile La Flamme
- Polly Moran como Lady Jane
- Harry Gribbon como Soldado Gray
- Gertrude Astor como Wanda
- Ralph Yearsley como Jean
- Sven Hugo Borg como Hudson
- Lou Costello como Figurante e Dublê (não-creditado)

## Produção
As filmagens aconteceram inicialmente com Renée Adorée no papel principal e William Nigh na direção. Após duas semanas de gravações no Parque Nacional de Yosemite, o estúdio encerrou a produção, demitiu Nigh e contratou Lucien Hubbard para produzir e escrever um novo roteiro. Um outro diretor, Edmund Goulding, foi designado, e acabou reformulando o elenco, escalando Joan Crawford para o papel principal. Goulding, embora citado na imprensa especializada durante a produção, acabou não sendo creditado como o diretor da produção.

## Recepção
Norbert Lusk resumiu a resposta dos críticos de Nova Iorque: "Rose-Marie ... provou ser decepcionante. Com uma unanimidade incomum, os críticos o classificam como apenas mais uma história sobre a Polícia Montada de Northwest, que nunca atinge mais do que um interesse morno, apesar das boas atuações e, claro, das belas paisagens. Seu trunfo mais forte é o título, que sem dúvida atrairá a atenção na ausência de propaganda boca a boca". Mae Tinee, escrevendo para o Chicago Daily Tribune, chamou o filme de "encantador", mas sentiu que Crawford "não tem o fogo e a profundidade que Miss Adorée traz para suas caracterizações".

### Bilheteria
De acordo com os registros da Metro-Goldwyn-Mayer, o filme arrecadou US$ 679.000 nacionalmente e US$ 293.000 no exterior, totalizando US$ 972.000 mundialmente. O retorno lucrativo da produção foi de US$ 478.000.

## Preservação
"Rose-Marie" é considerado um filme perdido. A Metro-Goldwyn-Mayer possuía uma política de que quando um filme fosse refeito, as cópias da produção original tinham que ser destruídas, então os negativos foram provavelmente destruídos quando a refilmagem de 1936 foi lançada.